# Articulation plane
En anatomie des vertébrés, une articulation plane (ou arthrodie) est une jointure synoviale qui possède des surfaces articulaires plates ou presque plates. Les articulations planes font partie des articulations multiaxiales.
Les articulations planes permettent des mouvements de glissement dans le plan des surfaces articulaires, y compris la rotation, mais d'amplitude limitée par des capsules articulaires serrées. Elles sont nombreuses et presque toujours de petite taille. On les trouve essentiellement dans les poignets, les chevilles, les articulations sterno-costales et les processus épineux et transverses des vertèbres :
- l'articulation acromio-claviculaire ;
- les 2e à 7e articulations sterno-costales ;
- les articulations de la tête costale ;
- les articulations zygapophysaires cervicales ;
- l'articulation atlanto-axoïdienne latérale ;
- les articulations carpo-métacarpiennes ;
- les articulations constitutives du poignet et de la cheville ;
- l'articulation sacro-iliaque.